# Libisosa
El yacimiento arqueológico de Libisosa se encuentra en el “Cerro del Castillo” del municipio de Lezuza (Albacete, Castilla-La Mancha). En virtud de las excavaciones arqueológicas (iniciadas en 1996 por un equipo de la Universidad de Alicante dirigido por José Uroz Sáez y continuadas de forma ininterrumpida desde entonces), hoy se sabe que el yacimiento ocupa 30 hectáreas de restos que abarcan desde el Bronce Final hasta la Baja Edad Media, presidida esta última por la torre vigía que da nombre al cerro y a la que corresponde igualmente un edificio de las órdenes militares. De época romana destaca la muralla tardorrepublicana y el foro de la colonia romana mencionada por Plinio el Viejo (NH, III, 25), mientras que del oppidum ibérico adscrito a la regio oretana por Ptolomeo (II, 6, 58) sobresale su fase final. La excelente conservación de estructuras y materiales de la etapa iberorromana de Libisosa se debe al “efecto sepultura” provocado por su destrucción precipitada y sistemática, que ha permitido llegar hasta nuestros días una imagen congelada de su estado previo a la devastación, lo que constituye una mina para la investigación del Ibérico Final y la Hispania republicana, en su mayor parte todavía por descubrir.
En 2021 se han iniciado las gestiones destinadas a declarar el conjunto como parque arqueológico. Es el segundo parque en la provincia de Albacete y el sexto en el conjunto de la comunidad castellano manchega.

## Eloppidumoretano

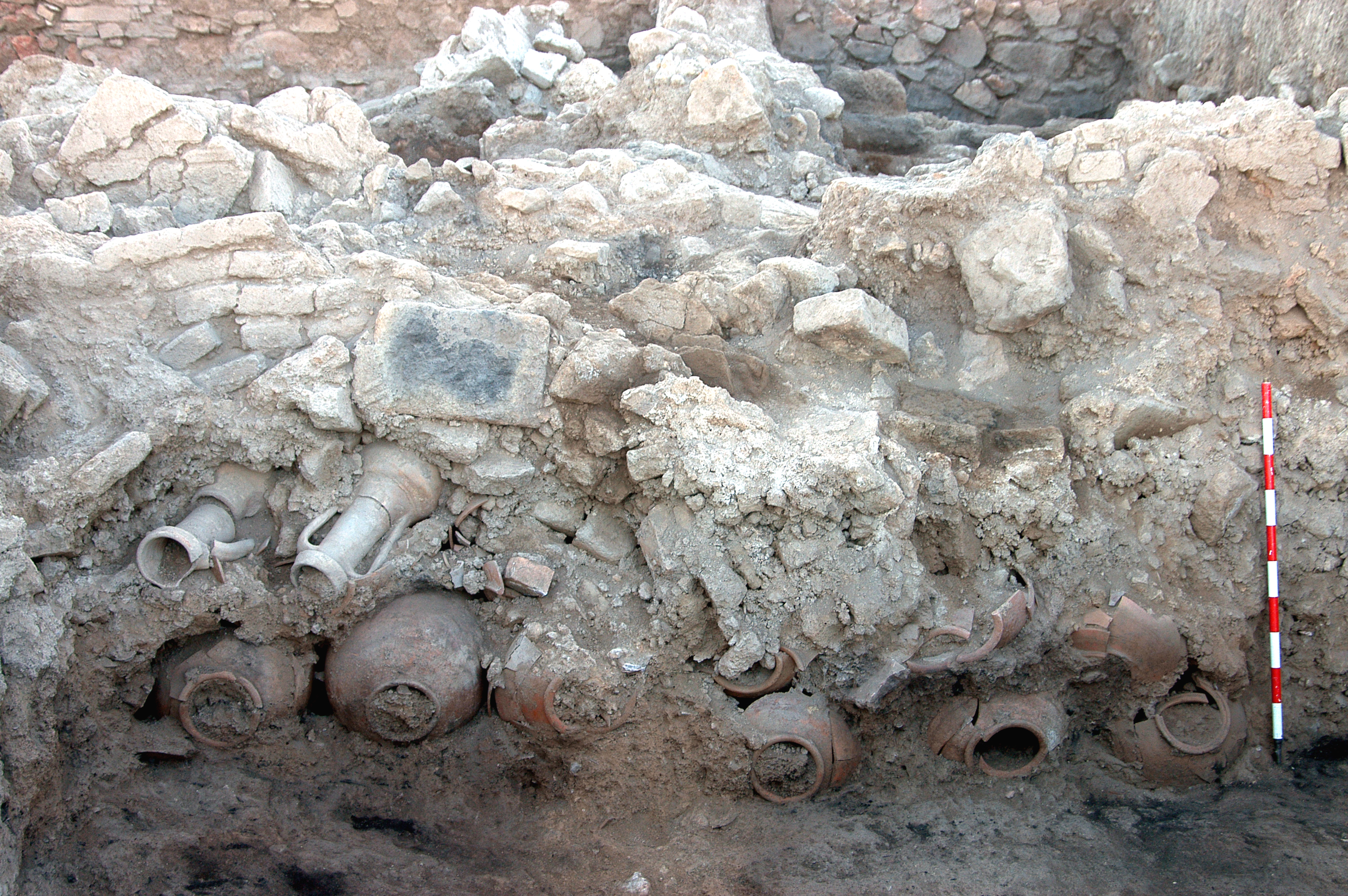
Ánforas ibéricas y romanas bajo el derrumbe de las paredes de un edificio ibérico de Libisosa

Los primeros testimonios arqueológicos de ocupación del cerro se remontan al Bronce Final, en virtud del hallazgo de cerámicas hechas a mano prehistóricas dispersas por el yacimiento, con tan solo una concentración especial en el Sector 2, en el que además parece haber huellas de hábitat y donde van acompañadas de vasijas a tonos grises, que ubican este contexto en un arco del s. IX/VIII al VI a.C., en el momento de transición entre el Bronce Final y el Hierro I/Orientalizante. La continuidad del hábitat en época ibérica antigua resulta dentro de la lógica, y diversos son los factores que hacen pensar en un rol nuclear de este oppidum en su comarca.

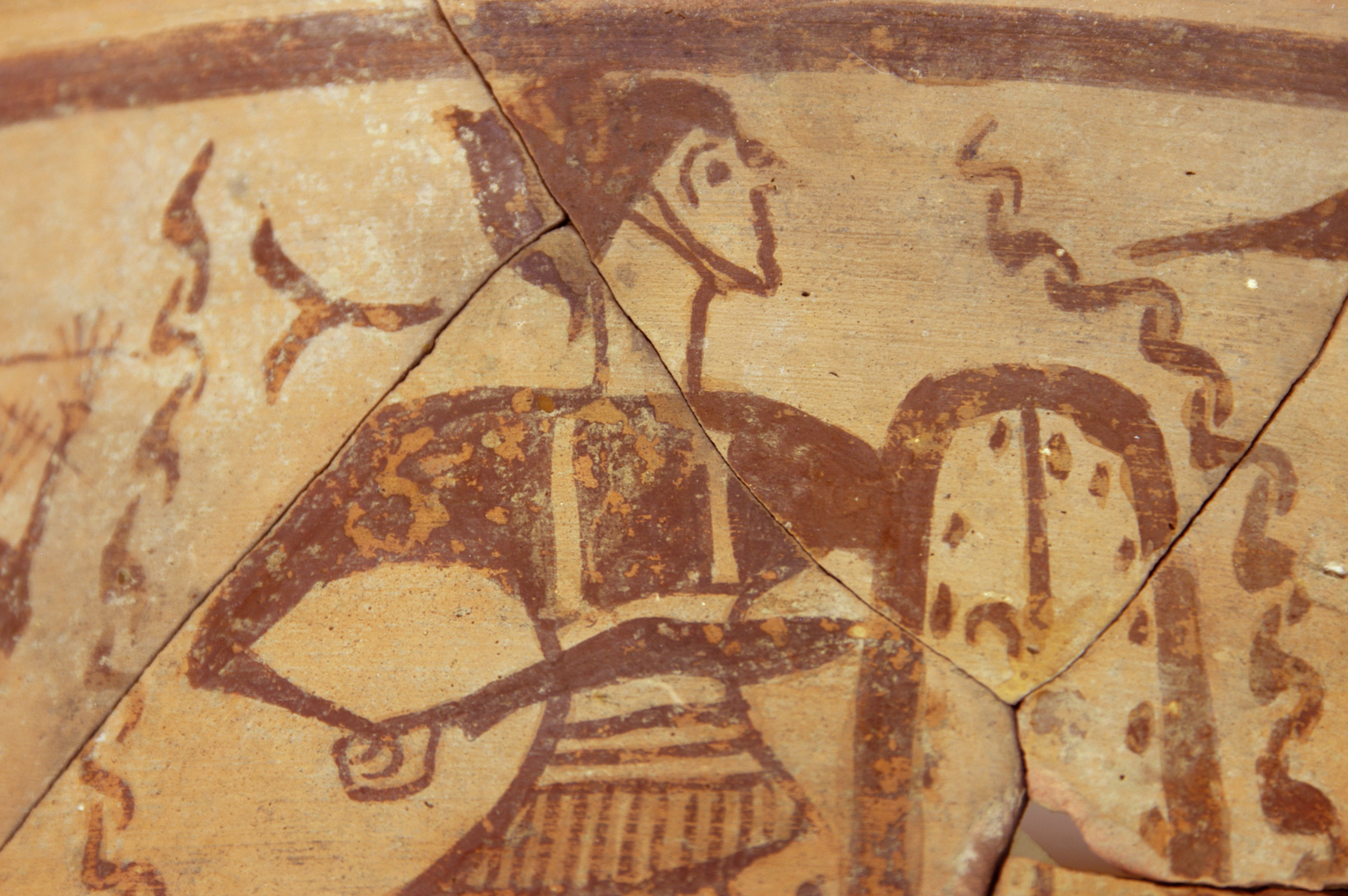
Guerrero ibérico pintado sobre una tinajilla hallada en Libisosa

Pero si hay una etapa de la Libisosa mencionada por Ptolomeo (II, 6, 58) entre las ciudades iberas oretanas, digna de destacar en virtud de los hallazgos arqueológicos, es la que se corresponde con la fase final, que abarca del siglo II al primer tercio s. I a.C. y que nos informa de diversos aspectos sobre la vida de una comunidad oretana bajo el dominio de Roma, seguramente de peregrini en régimen estipendiario, en una etapa de su proceso de romanización que podríamos calificar de temprana, propiciada seguramente, y entre otras razones, por la presencia de comerciantes itálicos y, sobre todo, por algún cuerpo del ejército (o soldados alojados en régimen de hospicio) que proporcionaría seguridad a las rutas que allí confluyen. El proceso de romanización correrá paralelo, paradójicamente, a otro de autoafirmación, que encontró en la iconografía un lienzo ideal (como muestran también algunos vasos singulares hallados en Libisosa) para ensalzar la virtud aristocrática ibérica, en el marco de la construcción de una mitología propia, para su cohesión interna (del grupo dirigente y sus clientelas) y, en definitiva, para mantener sus privilegios ante el nuevo orden romano.
Y si esta fase es importante es debido a su excepcional estado de conservación, motivado por una destrucción repentina, que se ha relacionado con las guerras sertorianas (82-72 a.C.), y que ofrece una imagen inalterada del momento inmediatamente anterior a dicha devastación, tanto de estructuras como de materiales. De lo cruento de este episodio, y de la fractura que supone, rinde cuentas el hallazgo de un esqueleto infantil tendido sobre una de las calles.
De lo que conocemos como barrio iberorromano destacan dos sectores: 
- El Sector 3, ubicado en la ladera norte. De este se ha podido excavar parte de una barriada, cuyo perímetro completo está aún por definir, habiéndose descubierto un conjunto de una veintena de departamentos, espacios multifuncionales sede de la élite ibérica del lugar y su clientela, que son quienes residen en el oppidum. El elevado número de materiales de importación (ánforas, vajilla de barniz negro y de paredes finas, vajilla de bronce) hallados en esta zona y el resto del barrio iberorromano lo es en términos absolutos, pero no en términos relativos: la inmensa mayoría del registro recuperado es ibérico, como lo siguen siendo sus construcciones y, seguramente, su organización interna. La técnica constructiva documentada en estos edificios se encuentra protagonizada por el tapial y, sobre todo, el adobe, que constituía el elemento principal de las paredes, asentándose en zócalos de piedra, así como el elemento básico del “efecto sepultura” que preservó, con su derrumbe, el contenido de los mismos.
- El Sector 18, al noroeste del anterior, dominado por un gran edificio de planta trapezoidal y 181 m2, el dpto. 127, que contó con una planta superior al menos en parte de su superficie, y un tejado a un agua con abertura a modo de porche en el lado oeste

⅞, y que debió pertenecer a un oligarca local. La construcción, musealizada in situ para su visita, cuenta con 6 estancias, que muestran una clara plurifuncionalidad (como la de tantas construcciones ibéricas). Su diversificación y relevancia lo convierten en un complejo oligárquico que trasciende el concepto de taller, pero también el doméstico. Además de un conjunto singular de materiales de importación, de imitaciones y de bienes de prestigio, y una abrumadora mayoría de material ibérico, como es normal en esta fase, se encuentra también representada la esfera agropecuaria, como se desprende de la concentración de herramientas agrícolas, junto a la presencia de otros elementos relacionados con la caballería y ganadería, e incluso a actividades metalúrgicas. Pero el edificio, ante todo, pone de manifiesto un claro ejercicio de los diversos procesos de producción en su sentido más amplio, que atañe principalmente a las actividades textiles y de tratamiento de la lana (cuba de plomo), pero también el almacenamiento de alimentos y su comercio, especialmente el vino, como muesta la acumulación anfórica encontrada en una de sus estancias, más aún si se contabiliza la gran bodega de 77 m2 encontrada adosada al este (dpto. 172), y que por sus más de 80 ánforas-tinaja identificadas debió de contar con un carácter de almacén de excedentes posiblemente destinados al comercio o a la redistribución interna.

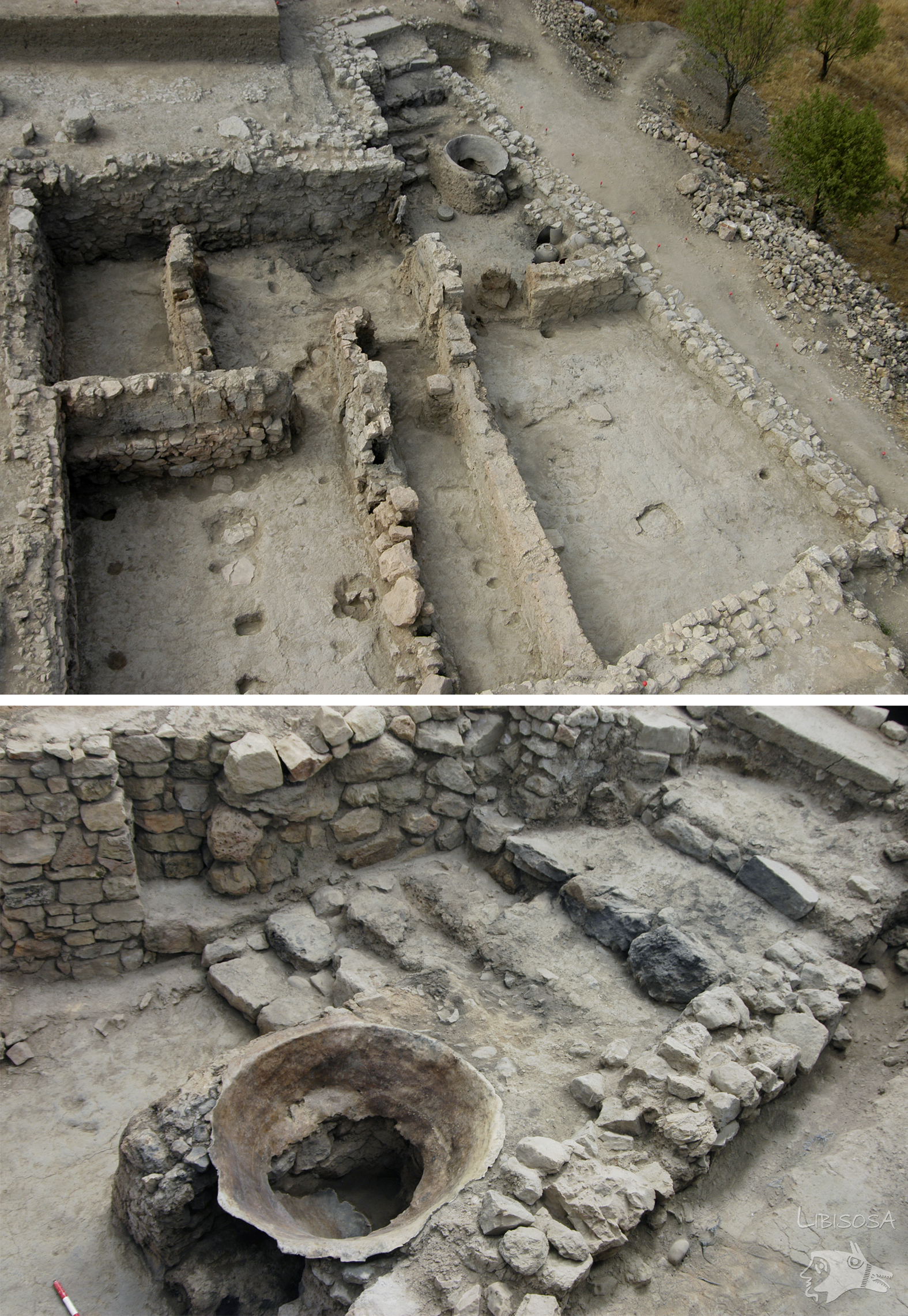
Edificio oligárquico iberorromano de Libisosa

→ Las últimas investigaciones en el Sector 18 han sacado a la luz un panorama más complejo y con más matices, y un nuevo contexto cerrado, este destruido en el s. II a.C. y que parece corresponderse con un edificio de culto. De este lugar procede el excepcional vaso de la “Diosa y el príncipe ibero”, que se ha sumado recientemente a la colección permanente del museo de Lezuza.
Entre los últimos descubrimientos también destaca su conjunto de armas iberorromanas y una excepcional acumulación de monedas, así como el catálogo de inscripciones ibéricas.

## La muralla romana
La dinámica de romanización del poblado ibérico quedará dramáticamente interrumpida, como se ha dicho, cuando el oppidum, o al menos la parte conocida por los sectores excavados, es arrasado definitivamente en el contexto de las guerras sertorianas, encastillándose uno de los ejércitos en liza en la parte más elevada del cerro. Aunque no existan fuentes literarias que avalen la filiación del enclave libisosano en este conflicto, cuando en el 75 a.C. Metelo venció y mató a Hirtuleyo (legado de Sertorio) en la Ulterior, el general de la facción silana ya tuvo las manos libres para dirigirse al levante hispano y poder unirse a Pompeyo, que acababa de vencer a los sertorianos Perpenna y Herennio en Valentia. Y Metelo se debió desplazar por la antigua ruta recordada en los Vasos de Vicarello, el Camino de Aníbal o via Heraclea, que controlaba Libisosa para el paso entre el Sur y el Levante peninsular.

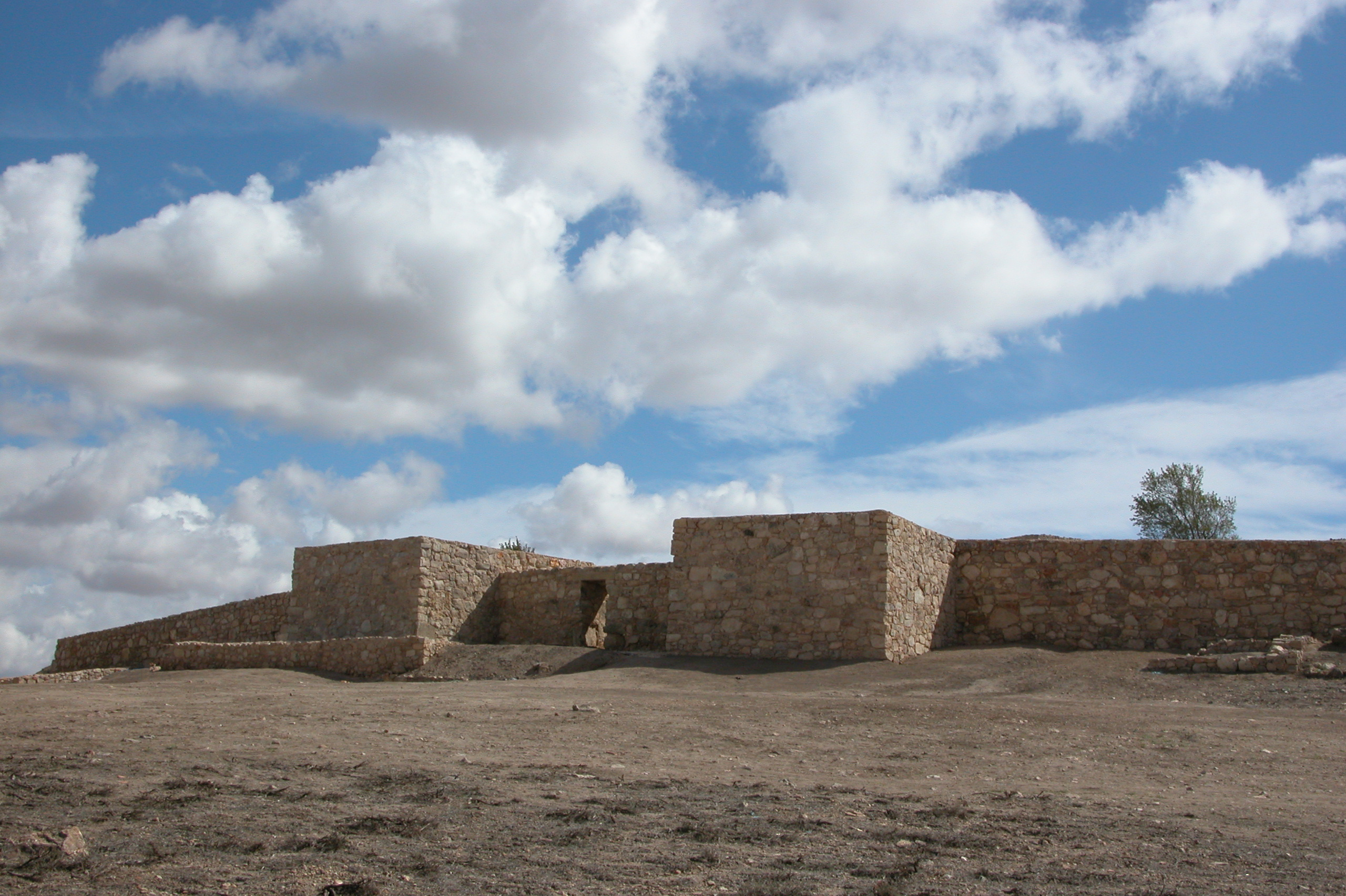
Puerta Norte de la muralla romana de Libisosa, levantada sobre el Sector 3 del barrio iberorromano

El Sector 18 es destruido y ya no será ocupado por las poblaciones posteriores. En cuanto al Sector 3, sobre el derrumbe de los edificios pre-existentes se construye apresuradamente una muralla de tres metros de anchura, abarcando 9 Ha, con un doble paramento de mampostería ordinaria, en seco, y el interior relleno de piedras y tierra, recordando la técnica del emplecton de Vitrubio (II, 8, 7), con dos aberturas en esta zona, las Puertas Norte y Noroeste. La que más afecta a los departamentos ibéricos, la Puerta Norte, está provista de sendos bastiones macizos de tendencia rectangular de unos 6 m de frente externo, que protegen un vano ligeramente abocinado de 9 m en su parte exterior y de 7,30 m en la interior. Más adelante, posiblemente a mediados del s. I d.C., cuando probablemente ya estaba en mal estado el torreón oeste, se cerró esta puerta, dejando solo una poterna.

## ColoniaLibisosa Foroaugustana
Tras un hiato de difícil localización arqueológica, el antiguo oppidum oretano experimentará un salto promocional definitivo, con su conversión en la colonia Libisosa Foroaugustana, a la que Roma otorgó, tal y como se desprende de la lectura de Plinio el Viejo (HN, III, 25), el ius italicum, la más alta consideración jurídica, quizás como premio para fijar la población en esta zona tan estratégica. Dicha promoción colonial le habría sido conferida por Augusto a Libisosa posiblemente con ocasión de su tercer viaje a Hispania, a finales del s. I a.C.

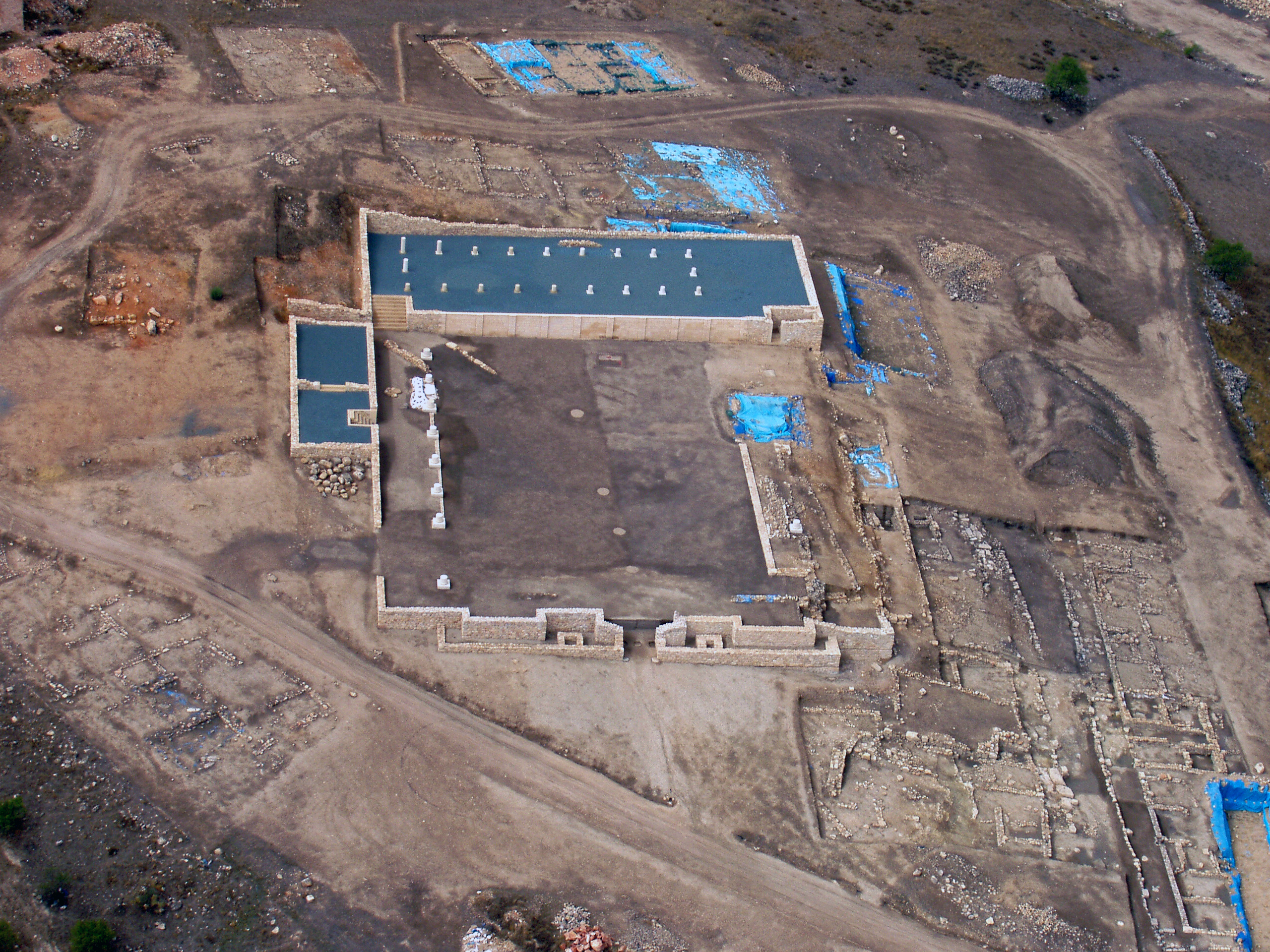
Vista aérea del foro romano y decumano de Libisosa, cuando se encontraba en proceso de puesta en valor

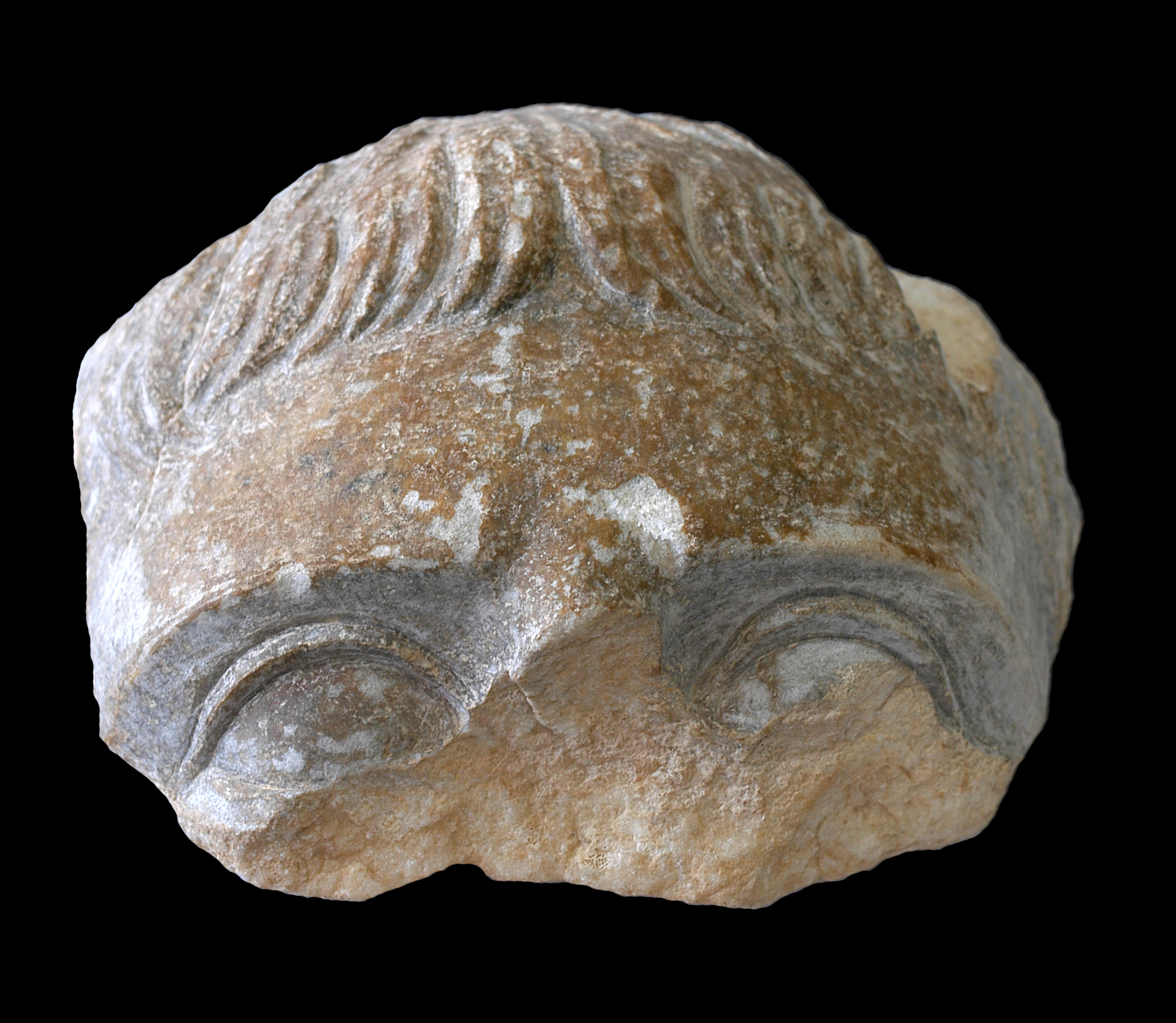
Fragmento de escultura romana de personaje julio-claudio hallado en Libisosa

La deductio colonial trajo consigo la fundación del foro, articulado en torno a una gran plaza de 150 pies de longitud por 100 de anchura, lo que supone una proporción de 3 a 2 (la idónea para Vitrubio V,1,2), para lo cual se tuvo que realizar una gran obra de ingeniería de desmonte al sur y aterrazamiento al norte, que permitiera crear ese gran espacio central con sus edificios laterales en la parte más elevada y estrecha del cerro. 
- El ingreso principal al foro se halla en su parte oriental, con una fachada que presenta dos grandes hornacinas rectangulares, situadas de forma paralela y simétrica a la puerta. Este acceso se articula en torno a un vano central de 3 m de amplitud, que coincide con el centro geométrico de la plaza, y que da acceso a sendos pórticos, al norte y sur de la misma.
- En el eje central del foro, y próximo al podio de la basílica, se halla el agujero del mundus.[29] Muy cerca de éste había tenido lugar, cerca de un siglo antes, un depósito votivo iberorromano[31] coincidiendo con el período de destrucción del oppidum.[26]
- A través del pórtico meridional se accede a la curia, orientada en sentido E-W y compuesta por dos estancias, con 7,15 m de anchura por 19,70 m de longitud.
- En el lado occidental está situada la basílica, un gran edificio de planta rectangular de 41 m de longitud por 14,5 m de amplitud con dos accesos desde la plaza del foro en las áreas porticadas, y una doble hilera de 9 columnas en su interior.
- En sentido longitudinal al pórtico norte se extiende otro edificio, un posible granero, de 5 m de amplitud por 35,50 m de longitud, sin compartimentación interna, en el que se está interviniendo en las últimas campañas, al ser todavía una zona por terminar de definir y poner en valor.[32]

- Al oeste de la basílica, junto al gran eje viario norte-sur, que comunica la puerta norte con la sur, se localiza una gran estructura compuesta por doce ambientes o estancias pertenecientes a una gran domus,[32][33] que ocupa toda una manzana en una zona privilegiada de la zona más céntrica de la colonia, con un acceso en el flanco este del edificio, una zona que parece destinada a tabernae, conectadas con el resto del edificio a través de una escalera interna.
- Al norte del foro, a una cota más baja, discurre el decumano máximo, con sendos pórticos laterales, al que se abren numerosas tabernas. En su coincidencia con la basílica, aparece una gran cisterna.[32] Junto a ellas, una escalinata pone en contacto el decumano máximo con la plaza forense.

Por lo que refiere al registro material, las excavaciones arqueológicas han recuperado del foro un numeroso conjunto cerámico, pero también algunos fragmentos de inscripciones, que nos atestiguan la existencia de IIviri, y reiteran la pertenencia de la colonia a la tribu Galeria; tres capiteles de tipo corintizante, diversos restos escultóricos de togados, y retratos de personajes julio-claudios (uno de ellos con damnatio memoriae), monedas (denarios y ases republicanos e imperiales), un pulvinus de altar, decorado con una roseta de cinco pétalos, etc. A estos nuevos materiales proporcionados por las excavaciones recientes hay que sumar los hallazgos antiguos, como la cabecita, conservada en el Museo de Albacete, perteneciente a una dama de la élite libisosana que sigue el referente de la emperatriz Iulia Agrippina Minor. O la inscripción, conocida de antiguo, hallada en Calle de los Caballeros número 3 de Tarragona, datada en época de Adriano, referida a un ilustre ciudadano de Libisosa que se convierte en flamen provincial en Tarraco (CIL II, 4254). O, por supuesto, la inscripción, que se conserva todavía, en condiciones de riesgo, en un ángulo exterior de la Casa de la Tercia, junto a la iglesia del municipio, conocida desde hace tiempo (CIL II, 3234) y que contiene una dedicatoria a Marco Aurelio, fechada entre 166 y 167 d.C., que le ofrecen los colonos de Libisosa, y que según las noticias de los eruditos del siglo XVI y XVII, Ambrosio de Morales y el Bachiller Alonso de Requena, habría aparecido en unión con una estatua de mármol.
La ciudad mantiene su vitalidad durante el Alto Imperio, especialmente en el siglo I, a tenor de los materiales hallados. No obstante, en la parte septentrional del foro se evidencian signos de destrucción (probablemente relacionada con causas naturales, como corrimiento de tierras o movimientos sísmicos) y su posterior remodelación, con la reestructuración del pórtico y la inclusión, al menos, de una especie de fuente monumental, así como la elevación de los niveles de pavimentación de la plaza forense.

## Enclave medieval

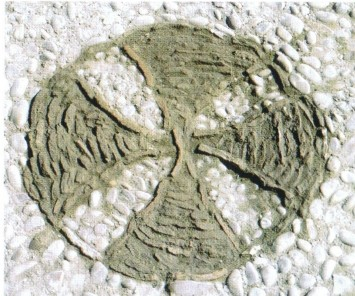
Detalle de una de las cruces patadas medievales encontradas en Libisosa.

Correspondientes a la época medieval se conservan restos arqueológicos de una torre vigía y de un complejo de carácter religioso.
- El “castillo”[38]  se levanta en la cúspide del cerro, a unos 1000 m sobre el nivel del mar, ejerciendo un control visual de largo alcance. El edificio presenta una planta cuadrangular de 13 m de lado, y se desarrolla en varias plantas de techo abovedado comunicadas entre sí por una escalinata que circula por el interior de los muros perimetrales.[39] La técnica de construcción es el encofrado, con paramentos externos de mampuesto (a base de piedra caliza, arenisca, y toba, reutilizada de los monumentos romanos) y un mortero hecho con aglomerante de cal y un árido silíceo de color anaranjado bastante grosero, y pequeños guijarros. La parte interna de las gruesas paredes se rellena con el mismo tipo de argamasa, aunque las piedras ya no aparecen colocadas de forma tan regular. El edificio se encuentra inmerso en un proyecto de consolidación y puesta en valor.[40][41]

Tras la conquista de Alcaraz en 1213 las tropas de Alfonso VIII tomaron el castillo de Lezuza. En 1411 Alcaraz exime de tributos a todos los vecinos que quieran vivir en el Cerro de Lezuza, junto a la torre, en un intento de aumentar la población en la zona. Más tarde, durante el siglo XV, Lezuza se verá involucrada en los conflictos entre el marquesado de Villena y los Trastámara. Ya con el reinado de los Reyes Católicos y durante todo el siglo XVI irá creciendo la localidad por la concesión de la categoría de villa a Lezuza, pero se abandona el Cerro del Castillo como lugar de hábitat, afirmándose el asentamiento en el llano, en torno a la nueva iglesia.

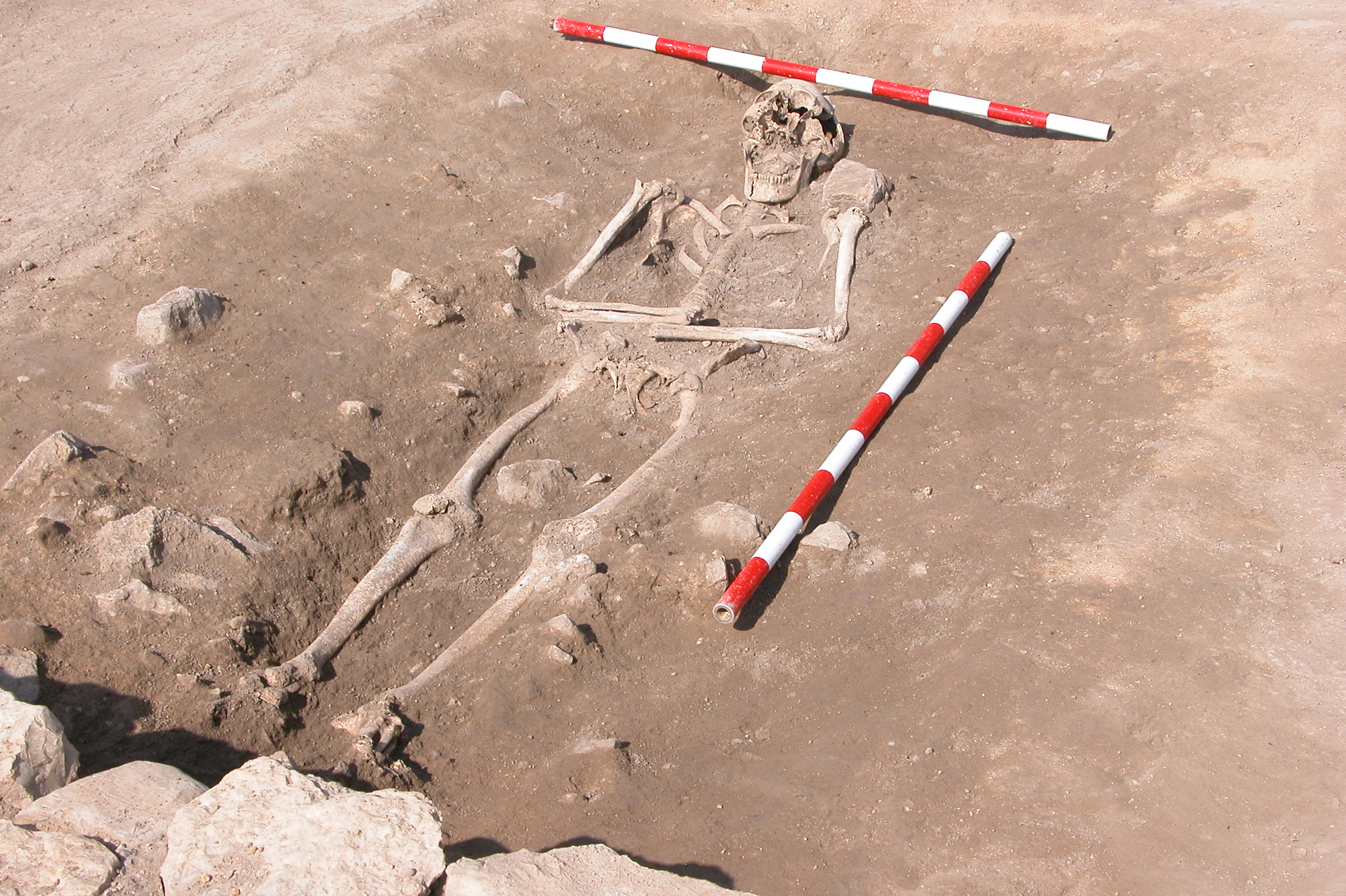
Enterramiento de un miembro de las Órdenes militares en el complejo bajomedieval de Libisosa

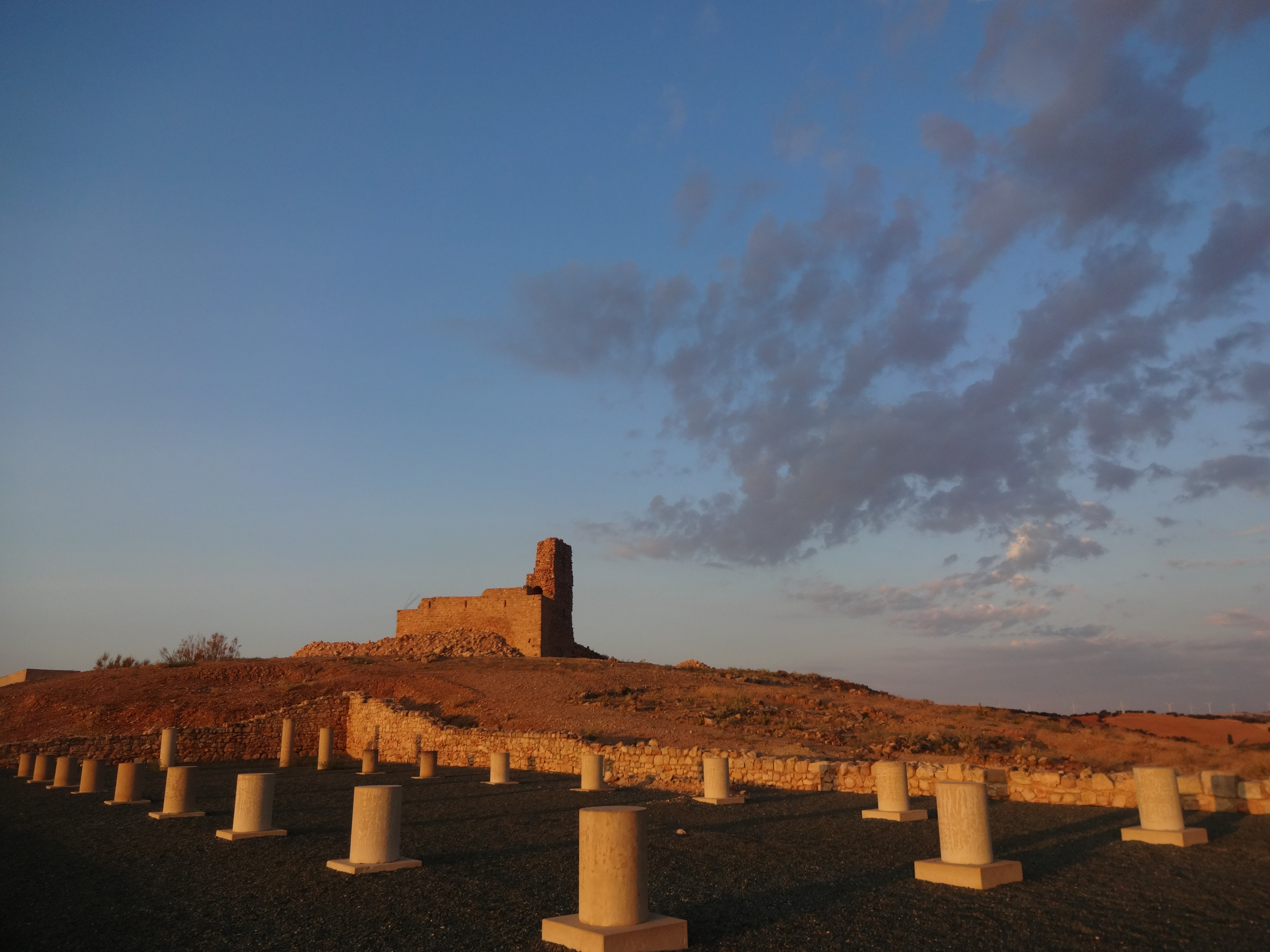
Torre vigía de Libisosa vista desde la basílica romana

- En el Sector 11 del yacimiento, al noreste del foro y afectando a algunas tabernas del decumano máximo, se ha documentado un gran edificio, un complejo político-religioso[38] que hay que poner en relación con las Órdenes militares, compuesto por tres cuerpos constructivos: un amplio patio rectangular al norte, con un aljibe o silo, compartimentado aquél por tabiques que reutilizan muros de las épocas ibérica y romana, un conjunto de ambientes meridionales, que aprovechan muros de las tabernas del decumano, y en los que se halló un enterramiento masculino, y una estancia central alargada que articula la estructura del edificio, aglutinando sus funciones de representación y religiosas -iglesia o aula basilical-, que presenta una interesante jerarquización interna de los espacios, pues está dividida en dos partes. La de mayor tamaño (17,50 por 4,65 m de vano interno), al oeste, tiene un banco corrido por sus tres lados y un pavimento de cantos rodados, de mediano y pequeño tamaño, con dos cruces patadas incrustadas, formadas por fragmentos de teja, estableciendo así un vínculo con las órdenes militares.[33] La estancia más pequeña, dedicada al culto, de forma cuadrangular (4’65 m de lado), separada por un arco de la anterior, conserva el pavimento de ladrillo, y una estructura elevada, en forma de altar, apoyada en el muro este. Los hallazgos monetarios indican una frecuentación del lugar desde el siglo XIII hasta el XVII. El edificio se encuentra protegido y enterrado a la espera de contar con una financiación para su puesta en valor y exposición al público.[38]